# Giesbertiolus festivus
Giesbertiolus festivus är en skalbaggsart som beskrevs av Henry Fuller Howden 1972. Giesbertiolus festivus ingår i släktet Giesbertiolus och familjen Cetoniidae. Inga underarter finns listade i Catalogue of Life.